# Daucus
Daucus és un gènere de plantes amb flors dins la família de les apiàcies. La pastanaga (Daucus carota) és el membre més conegut d'aquest gènere. Mentre que l'origen de la pastanaga cultivada es troba a Àsia central, és a la conca del Mediterrani, particularment el nord d'Àfrica on hi ha més espècies del gènere Daucus, 15 en total.A més hi ha una espècie a Austràlia, tres americanes,

## Sistemàtica
Aquest gènere consta d'unes 30 espècies dividides en tres seccions. o cinc seccions: Daucus L. (12 espècies), Anisactis DC. (3 espècies), Platyspermum DC. (3 espècies), Chrysodaucus Thell. (una espècie), i Meoides Lange (una espècie) Les espècies inclouen:
- Daucus aureus Desf., pastanaga daurada
- Daucus azoricus - dita Salsa burra, és endèmica d'Açores[4]
- Daucus broteri Ten., de Brotero
- Daucus bicolor
- Daucus carota L., Pastanga silvestre
- Daucus durieui Lange, Durieu
- Daucus glochidiatus (Labill.) Fisch., C.A.Mey. & Avé-Lall.
- Daucus gadeceaui Rouy i Camus., Gadeceau
- Daucus guttatus
- Daucus littoralis
- Daucus muricatus (L.) L.
- Daucus pulcherrima
- Daucus pusillus Michx., pastanaga silvestre americana